# بيلار غوميز فيرير
بيلار غوميز فيرير (بالإسبانية: Pilar Gómez Ferrer)‏ هي ممثلة إسبانية، ولدت في 7 فبراير 1910 بطليطلة في إسبانيا، وتوفيت في 27 سبتمبر 2009 بمدريد في إسبانيا.

## أعمال

### أفلام
- (1965) دكتور جيفاغو

## وصلات خارجية
- بيلار غوميز فيرير على موقع IMDb (الإنجليزية)
- بيلار غوميز فيرير على موقع ألو سيني (الفرنسية)
- بيلار غوميز فيرير على موقع قاعدة بيانات الفيلم (الإنجليزية)
- بيلار غوميز فيرير على موقع كينوبويسك (الروسية)